# Slapstick

Charlie Chaplin nei panni di Charlot

Lo slapstick (abbreviazione di slapstick comedy) è un sottogenere del film comico nato con il cinema muto in Francia nei primi del Novecento e sviluppatosi negli Stati Uniti negli anni venti, fondato su una comicità elementare che sfrutta il linguaggio del corpo e si articola intorno a gag tanto semplici quanto efficaci.
Il genere si è sviluppato grazie all'apporto della casa di distribuzione francese Pathé, mentre negli Stati Uniti prosperò e si raffinò grazie a registi quali Hal Roach e Mack Sennett e attori quali  Mabel Normand, Stan Laurel, Oliver Hardy, Buster Keaton, Charlie Chaplin, Harold Lloyd e i fratelli Marx.

## Etimologia

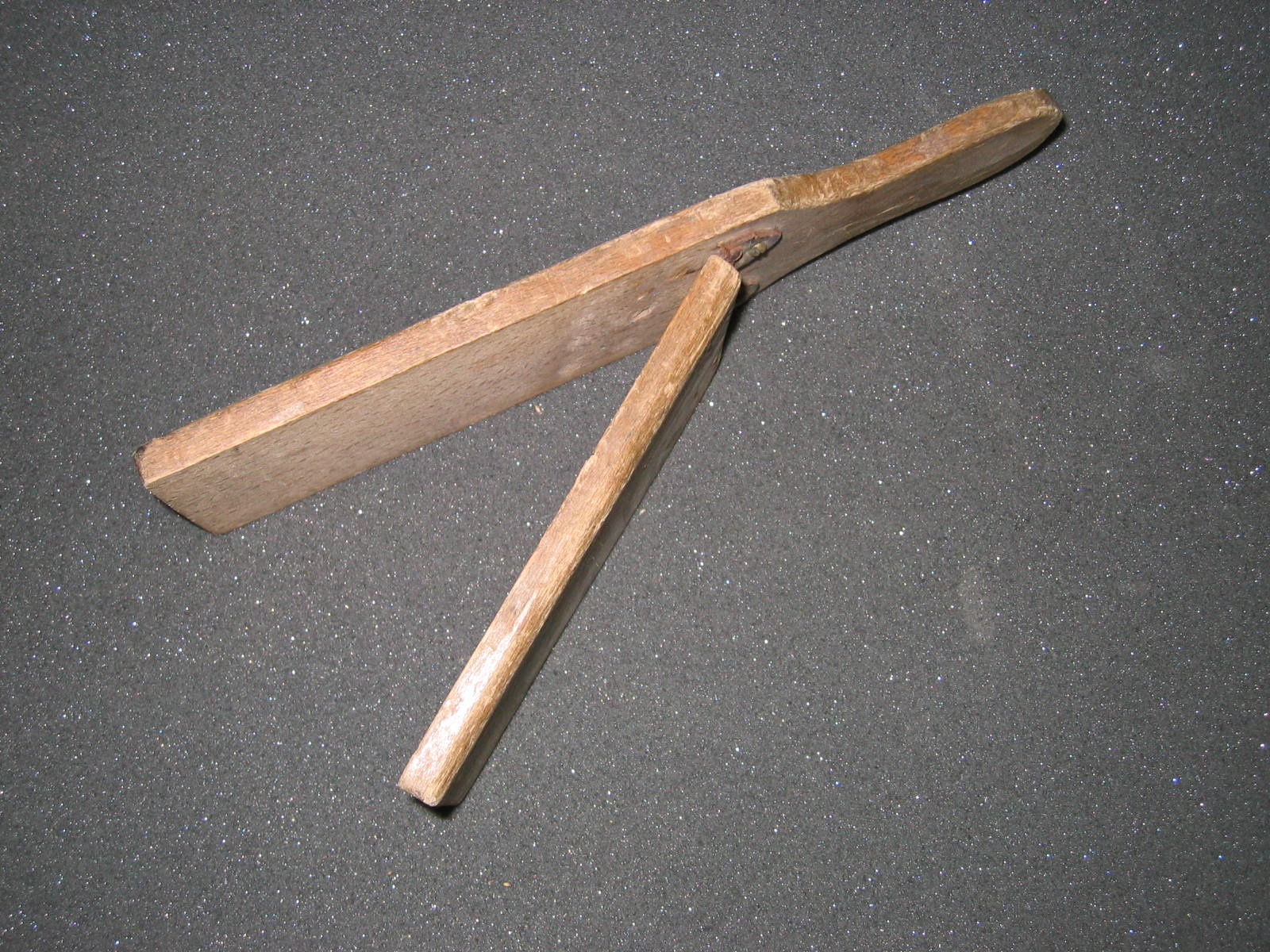
Uno slap stick

Il termine deriva dall'inglese slap stick, letteralmente «bastone per colpire [rumorosamente]» ovvero «batacchio» o «bataccio», un oggetto composto di due listarelle di legno unite tra loro a una estremità e utilizzate nella commedia dell'arte italiana, in particolare dal personaggio di Arlecchino. Quando è usato per percuotere, il batacchio produce un forte schiocco, anche se viene esercitata una piccola forza. Gli attori possono così colpirsi ripetutamente l'un l'altro con grande effetto senza farsi male. È stato tra i primi effetti speciali dello spettacolo.

## Caratteristiche
Un esempio classico di slapstick comedy, o semplicemente slapstick, è la scivolata sulla buccia di banana. Nel cinema, lo stile deve la paternità ai comici della casa cinematografica francese Pathé, con i precursori Marcel Fabre (Robinet), André Deed (Cretinetti), e l'italiano Ferdinand Guillaume (Polidor), ma è negli Stati Uniti d'America che, nei ruggenti anni venti, raggiunse il più alto livello qualitativo, standardizzato industrialmente nelle produzioni dell'età dell'oro del cinema in bianco e nero, con i film muti diretti da Mack Sennett e Hal Roach, con interpreti grandi attori come Buster Keaton e Roscoe Arbuckle, Charlie Chaplin, Stanlio e Ollio, Harold Lloyd, i Fratelli Marx, i Keystone Cops e I tre marmittoni (The Three Stooges).
Tra gli attori del cinema muto americano che esponevano lo slapstick c'è Larry Semon, conosciuto in Italia come Ridolini, che faceva dello slapstick una caratteristica per i suoi film pieni di gag a sequela.

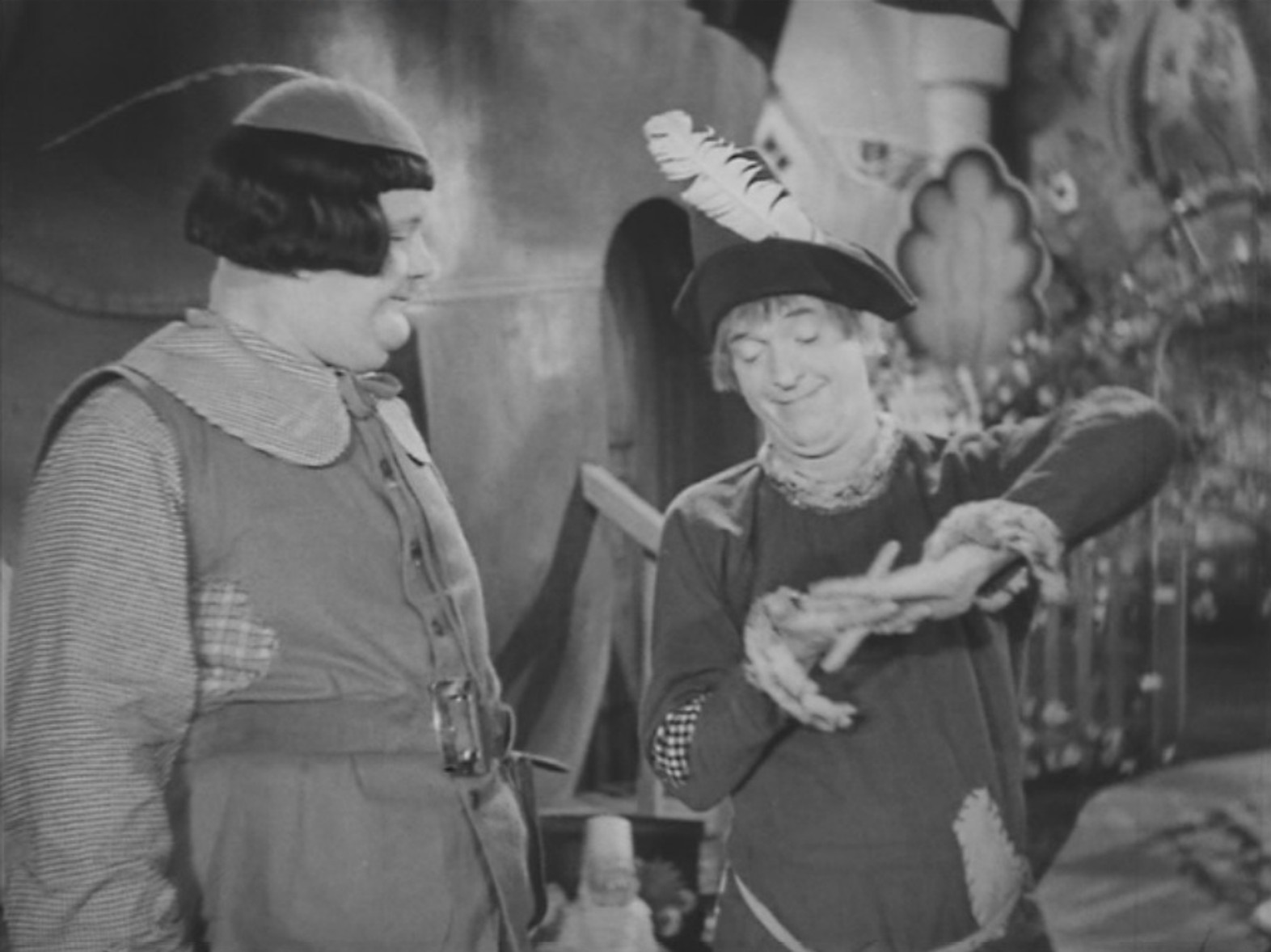
Stanlio e Ollio nel film Il villaggio incantato (1934)

Un sottogenere dello slapstick è il cosiddetto slow burn, termine che rappresenta un tipo di comicità caratterizzata da una sequenza in cui basta un piccolo incidente perché tutti entrino nella battaglia infinitamente esilarante (un esempio è la battaglia di torte in faccia ne La battaglia del secolo, con Stanlio e Ollio).
In certi casi alcuni comici usano sia la comicità vocale (tipo la battuta) sia lo slapstick, per esempio il duo comico di Gianni e Pinotto (Bud Abbott e Lou Costello), in scene come quando Pinotto si tuffa e sotto c'è una barca che lui sfonda, oppure in cui cade in modo goffo e buffo.
Lo slapstick è estremamente utilizzato nei cartoni animati: esempi celebri sono Tom & Jerry, Looney Tunes e Animaniacs. In questi cartoni la violenza può essere rappresentata in maniera esagerata, assurda e, di conseguenza, comica per stimolare la risata dello spettatore.
Lo slapstick ha le sue radici nella Commedia dell'arte italiana, che implicava un grande uso del corpo e della gestualità da parte dell'attore. Il termine deriva da un oggetto usato nei teatri dell'epoca, il battacio, composto da due assi di legno, simile ad una mazza, che, quando sbattuta, produceva un rumore molto forte con poca forza. Lo strumento era noto in Inghilterra anche come slap stick, e dava quindi la possibilità agli attori di colpirsi ripetutamente senza farsi male. Si tratta di una delle prime rudimentali forme di effetto speciale.
In tempi moderni molte commedie si ispirano ancora allo stile slapstick, ricorrendo spesso a gag fisiche per muovere a risata il pubblico, come per esempio alcuni dei film di Woody Allen, soprattutto quelli del primo periodo, e le commedie dei fratelli Farrelly. In Europa negli anni cinquanta e sessanta fu Jacques Tati, con il suo personaggio Monsieur Hulot, a rinverdire la comicità di tipo slapstick, mentre in tempi più recenti hanno avuto grande successo le serie comiche televisive britanniche di Benny Hill e Mr. Bean (interpretato da Rowan Atkinson).
Un moderno sottogenere derivato dallo slapstick è il cosiddetto splatterstick, la combinazione della sanguinolenza dei film horror e della slapstick comedy, come per esempio nel film Final Destination.
Un esponente dello slapstick in Italia è l'attore Paolo Villaggio, che trascorse un periodo di tempo in Inghilterra guardando a lungo cartoni animati, prendendone spunto per i suoi personaggi (come la gag della martellata sul dito in Fantozzi o il boomerang in Il signor Robinson, mostruosa storia d'amore e d'avventure e Scuola di ladri).